# Джослин Бел
Сюзън Джослин Бел (на английски: Susan Jocelyn Bell), известна и като Джослин Бел Бърнел (с фамилия по съпруг), е северноирландска учена, физичка, дама-командор на Ордена на Британската империя, член на Кралското научно дружество и Кралското астрономическо дружество.

## Биография
Родена е на 15 юли 1943 г. в Лърган, Северна Ирландия.
Работи в областта на астрофизиката и по време на работата си като докторант в Кеймбридж открива първия пулсар. Ръководител на докторантурата ѝ е Антъни Хюиш, който впоследствие получава, заедно с Мартин Райл, Нобелова награда за физика през 1974 година „за пионерски изследвания в областта на радиофизиката“. Бел обаче не е призната от Нобеловия комитет като част от колектива откриватели, което предизвиква известни спорове от етичен характер.
Всъщност Бел участва непосредствено в построяването на огромен радиотелескоп в Кеймбридж, съставен от проводници, разпрострени върху 18 декара площ (приблизително размера на 5 тенис корта). Предназначен е за търсене на бързопроменящи се астрономически източници. През юли 1967 г. уредът започва работа и Бел анализира данните от него под ръководството на Хюиш. Телескопът сканира цялото небе на всеки 4 дни и бълва данни, които заемат над 30 метра разграфена хартия на ден. Бърнел анализира данните ръчно, което е непосилен труд. През октомври забелязва аномалия – серия от пулсации – която може да се обясни с източник, който „изгрява и залязва всеки ден заедно със звездите“. Други сътрудници на Хюиш измерват пулсациите и откриват, че те сигнализират на всеки 1,3373011 s. Тази точност до 1 милионна част от секундата е учудваща, защото никой друг астрономически източник не сигнализира с такова постоянство. Изчисленията поставят източника на разстояние 200 светлинни години, далеч извън Слънчевата система, но все пак в рамките на галактиката. Следва откриването на нови подобни сигнали от различни части на небето, които един научен репортер от английски вестник нарича „пулсари“. Бърнел смята, че е „ужасно име“, но пасва. Тя продължава да пише доктората си и в дисертацията си определя ъгловите параметри на близо 200 излъчващи радиоизточника.
През 1968 г. Джослин Бел се омъжва, сменя фамилията си на Бърнел и с известно съжаление изоставя астрономията, докато откритата от нея област започва бурно да се развива. Никой не се опитвал да я убеждава да остане. Премества се заедно с мъжа си в Южна Англия. Преподава 5 години в университета в Саутхемптън, занимавайки се с гама-лъчева астрономия, преди да се премести през 1974 г. в космическата научна лаборатория „Мълард“ в Съри.
От 2003 г. е член на Кралското научно дружество. Професор е по физика в Свободния университет (Open University) в продължение на десет години и е едва третата жена – професор по физика в Обединеното кралство.
От 2002 до 2004 е президент на Кралското астрономическо дружество (Royal Astronomical Society), а от 2008 до 2010 е президент на британския Институт по физика.